# マディソン郡 (オハイオ州)

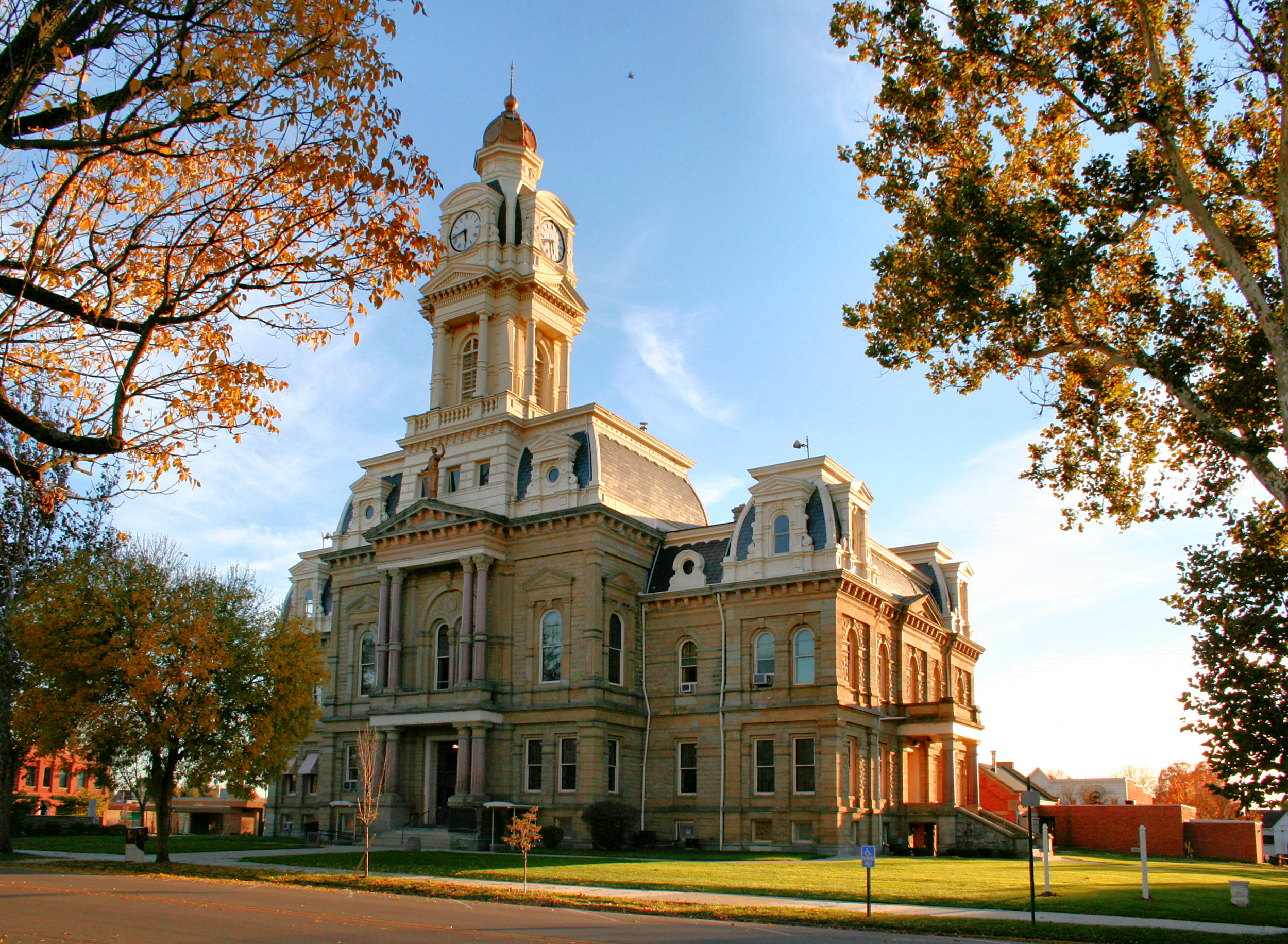
マディソン郡裁判所

座標: 北緯39度54分 西経83度24分 / 北緯39.900度 西経83.400度
マディソン郡（英: Madison County）は、アメリカ合衆国オハイオ州内にある郡である。人口は40,213人（2000年）。この郡の郡庁所在地はロンドンであり、マディソン郡が1810年3月1日に設立された時のアメリカ大統領ジェームズ・マディソンの名をとって命名された。

## 地理
アメリカ合衆国統計局によると、マディソン郡は総面積1,207 km² (466 mi²) である。このうち1,205 km² (465 mi²) が陸地で0.16%の2 km² (1 mi²) が水域である。

### 隣接する郡
- ユニオン郡（北）
- フランクリン郡（東）
- ピッカウェイ郡（南東）
- ファイエット郡（南）
- グリーン郡（南西）
- クラーク郡（西）
- シャンペーン郡（北西）

## 人口動勢
2000年国勢調査で、マディソン郡は人口40,213人、13,672世帯、及び10,035家族が暮らしている。人口密度は33/km2 (86/mi2) である。12/km2 (31/mi2) の平均的な密度に14,399軒の住宅が建っている。この郡の人種的な構成は白人91.75%、アフリカン・アメリカン6.24%、先住民0.20%、アジア0.44%、太平洋諸島系0.01%、その他の人種0.35%、及び混血1.01%である。この人口の0.73%はヒスパニックまたはラテン系である。
この郡内の住民は24.70%が18歳未満の未成年、18歳以上24歳以下が9.10%、25歳以上44歳以下が32.80%、45歳以上64歳以下が22.60%、及び65歳以上が10.90%にわたっている。中央値年齢は36歳である。女性100人ごとに対して男性は117.00人である。18歳以上の女性100人ごとに対して男性は121.30人である。
この郡の世帯ごとの平均的な収入は44,212米ドルであり、家族ごとの平均的な収入は50,520米ドルである。男性は35,251米ドルに対して女性は26,119米ドルの平均的な収入がある。この郡の一人当たりの収入 (per capita income) は18,721米ドルである。18歳未満の10.50%及び65歳以上の8.70%を含む、家族の約6.20%及び人口の7.80%は貧困線以下である。

## 行政

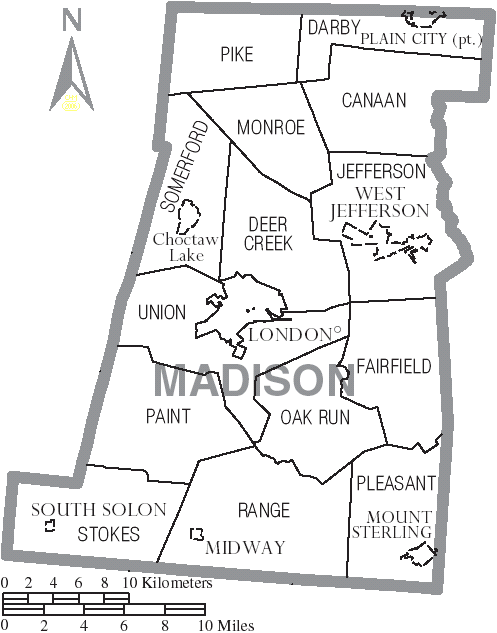
自治体及び郡区表示のマディソン郡地図。

主要記事：Ohio county government

## 自治体及び国勢調査指定地
| - Choctaw Lake - ロンドン（London） - Midway - Mount Sterling | - Plain City - サウスソロン（South Solon） - ウエストジェファーソン（West Jefferson） |